# Rodión Bochkov
Rodión Nikolayévich Bochkov –en ruso, Родион Николаевич Бочков– (27 de septiembre de 1993) es un deportista ruso que compite en halterofilia. Ganó una medalla de bronce en el Campeonato Europeo de Halterofilia de 2019, en la categoría de 109 kg.

## Palmarés internacional
| Campeonato Europeo | Campeonato Europeo | Campeonato Europeo | Campeonato Europeo |
| Año                | Lugar              | Medalla            | Categoría          |
| ------------------ | ------------------ | ------------------ | ------------------ |
| 2019               | Batumi (Georgia)   | Medalla de bronce  | 109 kg             |